# Валверде (Ломбардия)
Вижте пояснителната страница за други значения на Валверде.
Валвѐрде (на италиански: Dicomano, на местен диалект: Valverd, Валверд) е община в Северна Италия, провинция Павия, регион Ломбардия до 1 януари 2019 г. Административен център на общината е било село Момбели, което е разположено на 567 m надморска височина. Населението на общината е 314 души (към 2010 г.).
До 1 януари 2019 г. селото е независима община. Старата община се е обединила с общините Валверде и Руино да създадат нова община Коли Верди.